# Санчо Гарсес II
Санчо Гарсес II (баск. Antso II.a Gartzeitz, лат. Sanctius II Garciae) или Санчо Абарка (баск. Antso Abarka, лат. Sanctius Abarca; око 936 — 994) био је краљ Памплоне (970—997) и гроф Арагона (943—997) из династије Хименез. Владавину је провео неуспешно ратујући са Кордопским калифатом. У једном тренутку приморан је да по цену примирја да своју кћерку за жену везиру Алманзору. 

## Биографија
Санчо Гарсес је био син памплонског краља Гарсије Санчеза I и арагонске грофице Андреготе Галиндез. Када је брак његових родитеља поништен због крвног сродства, 943. године, још као детету, мајка му је предала власт над Арагоном. После очеве смрти 970. године постао је краљ Памплоне. Међутим, морао је један део очевих поседа уступити свом палубрату Рамиру, признавши га за краља Вигере. Санчо је први који је користио титулу краља Наваре. Памплонски краљ се мешао у унутрашња питања Леона подржавајући краља Рамира III, са којим је био у крвном сродству. Прве године Санчове владавине обележило је и развој цркве и културе у Памплони. Године 972. основао је манастир Светог Андрије у Сируењи, а 976. у манастиру Албелда, културном и интелектуалном средишту Памплоне, довршен је Codex Vigilanus, један од најважнијих илуминираних рукописа средњовековне Шпаније.
Овај период карактерише доминантан положај Кордопског калифата и његова офанзива против хришћанских држава на Пиринејском полуострву. Године 975. године муслимани су поразили Санча код Сан Естебана де Гормаза. Затим су напали Рамира од Вигере и потукли његову војску код Естеркуела. Неки извори говоре да је Санчо у овој бици био заробљен и да је убрзо био ослобођен пошто је оставио свог полубрата Химена као таоца. Пошто је следеће године власт у Кордопском калифату преузео везир Алманзор, притисак на хришћанске државе Пиринејског полуострва само се повећао. Године 981. хришћанске трупе су поражене код Торависентеа, јужно од Сорије, да би потом претрпеле још један пораз код Таракуење, близу Осме. У бици код Руеде, удружене војске Леона, Кастиље и Памплоне претрпеле су тежак пораз.
После низа понижавајућих пораза, Санчо је био приморан да са даровима дође у Кордобу да тражи примирје. По цену примирја, Санчо је дао Алманзору за жену своју кћерку, која је примила ислам уз одобрење своје породице, узевши име Абда. Мешовити бракови хришћана и муслимана у ово време нису били ретка појава. Међутим, ово није био крај сукоба са Калифатом. Алманзор је 989, 991. и 992. нападао краљевину Памплону, приморавши Санча да 993. године пошаље свог сина Гонзала у Кордобу. Ипак, 994. године Краљевина се суочила са још једним нападом Кордобе. Исте године у децембру, Санчо је умро. На престолу у Памплони и Арагону наследио га је син Гарсија Санчез II.
Санчо Гарсес II је познат као Санчо Абарка. Назив долази одатле што је краљ својим трупама обезбедио ципеле са кожним ђоном да би повећао њихову мобилност. Иако се временом установило да овај назив треба пре приписати његовом деди Санчу Гарсесу I, назив је остао више везан за Санча Гарсеса II.

## Породица
Санчо Гарсес II се оженио Ураком, кћерком кастиљског грофа Фернана Гонзалеза и Санче од Памплоне, кћерке Санча Гарсеса I. Урака је била удовица леонских краљева Ордоња III и Ордоња IV. Деца Санча и Ураке била су:
- Гарсија Санчез II (умро 1000), краљ Памплоне и гроф Арагона;
- Абда, супруга кордопског везира Алманзора;
- Гонзало (умро 997), господар дела Арагона;
- Рамиро (умро 992);
- Фернандо;
- Химена.